# 甬帮买办
甬帮买办，又称宁波帮买办或宁波籍买办，是中国历史上最大的地域性买办群体。自清末1840年鸦片战争兴起，日本侵华战争前后衰弱，活跃时间前后横跨一个世纪之久。经营遍布银行业、纺织业、矿业、染料业、航运业等。买办多出自宁波府（今宁波、舟山地区），故名。甬帮买办为中国工商业、金融业的近现代化贡献了力量。

## 历史背景
宁波古称明州，有悠久的对外贸易历史。明州对外贸易，在唐宋时已很发达。宋朝政府在明州设置市舶司，是世界最早的官方海关机构。唐宋时，明州已成为东方大港，也是闻名遐迩的“海上丝绸之路”的主要起点之一。明州在唐宋时已与高丽、日本、东南亚、阿拉伯地区建立了活跃的海上贸易。同时，因为宁波地理位置的优势，水路向北可到达天津，逆长江可到达武汉，逆钱塘江可达杭州，南下可到达台湾、泉州、广州等地，所以明州也是国内航运的主要中心之一。
明朝时期，宁波曾爆发了严重的中日贸易争端，史称“宁波之乱”。清朝实施海禁，海路对外贸易衰落。乾隆年间，全中国仅有广州获准成为对外贸易口岸。乾隆二十二年（1757年），清政府明文规定英国商船“只许在广州收泊交易，不得再赴宁波”，并“不准入浙江海口”。宁波对西方直接贸易因此中断。鸦片战争之后，宁波成为“五口通商”口岸之一，对外贸易因此激增。由此宁波地区也诞生了特殊的商人群体，即为“买办”。宁波籍买办不仅在宁波本地经营，还去上海、天津、北京、汉口、香港等地，上海崛起成为宁波籍买办的活动中心。除地理因素之外，因为宁波本地及宁波籍籍商人有雄厚的钱庄作后盾，并创立了“过帐码头”制度，外商更愿意雇佣宁波籍商人充任买办。
近代上海首个买办是宁波府定海人穆炳元。余姚人王槐山成为英国汇丰银行在东亚的第一任买办。据《海关十年报告(1882～1891)》记载，19世纪80年代，活跃在上海的买办“主要来自宁波”。20世纪40年代，日本学者根岸佶系统研究了中国的买办群体，在他列举的90名著名买办中，有浙江籍（主要为宁波籍）买办43名，广东籍买办7名。根据当代学者马学强的研究，20世纪30、40年代，活跃在上海有籍可寻的500余名买办中，有浙江籍买办245人，其中以宁波籍为主；有广东籍买办58人，其中以香山籍为主。

## 著名买办家族
- 许春荣家族
- 王铭槐家族
- 叶澄衷家族
- 桕墅方家
- 费市严家

## 著名买办
| - 穆炳元 - 叶澄衷（百货业） - 王槐山（银行业） - 周宗良（染料业） - 叶垦梅 - 李志广 - 罗志成 | - 王铭槐 （银行业） - 傅筱庵 - 刘鸿生 - 厉树雄 - 李维庆 - 叶星海 - 楊坊 | - 虞洽卿（银行业） - 朱志尧 - 朱葆三 - 袁履登 - 黄振世 - 徐庆云 - 陈春澜 | - 许藻初 - 王容卿 - 王肇元 - 厉树雄 - 严蕉铭 - 王伯元 - 邬挺生 | - 徐懋棠 - 严信厚 - 许杏泉 - 葉貽銓 - 金润海 - 徐庆云 |

### 引用
1. ↑  作者：白希；出版社：花山文艺出版社. . 搜狐 读书.   [2012年7月22日]. （原始内容存档于2014年3月14日） （中文（简体））.
2. ↑  金涛. . 定海新闻网. 2009-10-14  [2012年7月22日]. （原始内容存档于2014年3月14日） （中文（简体））.
3. ↑  . 上海市地方志办公室.   [2012年7月22日]. （原始内容存档于2019年4月20日） （中文（简体））.
4. ↑  《上海近代社会经济发展概况(1882－1931)——<海关十年报告>译编》，上海社会科学院出版社 出版，徐雪筠等 译编，1985年，第21页。
5. ↑  根岸佶:《买办制度研究》，日本图书株式会社 出版，1948年，第234～240页。
6. ↑  《出入于中西之间——近代上海买办社会生活》，马学强、张秀莉 著，第40页。

### 论文
- 《香山籍买办与宁波籍买办特点之比较》——《广东社会科学》2010年01期，虞和平 著
- 《宁波籍买办的兴起与宁波帮近代化》——《浙江师范大学学报》1998年04期，周静芬 著。
- 《近代宁波籍买办势力的形成和发展》——《浙江学刊》1993年05期，孙善根 著。
- 《论浙籍买办与宁波商帮的近代转型》——《求索》2011年第03期，易继苍 著。